# Associazione Calcio Padova 1936-1937
Questa voce raccoglie le informazioni riguardanti l'Associazione Fascista Calcio Padova nelle competizioni ufficiali della stagione 1936-1937.

## Stagione
Nella stagione 1936-37 il Padova vinse il giorne A della Serie C dominando il campionato e finendo con ben 7 punti di vantaggio sul Treviso conquistando la promozione in Serie B.
Miglio marcatore del campionato fu Renato Sanero con 12 centri. Seguito da Petron con 10; Antonio Maran con 8; Munari con 7; Benelle con 6; Giaretta con 3; Rallo, Zanca e Zanotelli con 2 reti ciascuno; Gelardi e Bettini con 1 rete ciascuno.
In Coppa Italia i biancoscudati si fermarono al secondo turno eliminatorio. Dopo aver battuto gli istriani del Grion Pola, affrontarono il Mantova. Non bastarono due partite, entrambe terminate in parità dopo i supplementari (3-3 e 0-0), a decretare chi dovesse passare il turno. Il lancio della monetina sorrise ai mantovani che passarono, così, il turno.

## Rosa
| N. |                   | Ruolo | Calciatore          |
| -- | ----------------- | ----- | ------------------- |
|    | Italia (bandiera) | P     | Giovanni Cavasin    |
|    | Italia (bandiera) | D     | Giuseppe De Marchi  |
|    | Italia (bandiera) | D     | Giuseppe Faggion    |
|    | Italia (bandiera) | D     | Goliardo Gelardi    |
|    | Italia (bandiera) | D     | Zefferino Grassetto |
|    | Italia (bandiera) | D     | Romeo Maran         |
|    | Italia (bandiera) | D     | Livio Marigo        |
|    | Italia (bandiera) | D     | Bernardo Poli       |
|    | Italia (bandiera) | D     | Piero Veratti       |
|    | Italia (bandiera) | A     | Mario Alfonsi       |

| N. |                   | Ruolo | Calciatore         |
| -- | ----------------- | ----- | ------------------ |
|    | Italia (bandiera) | A     | Vittorio Benelle   |
|    | Italia (bandiera) | A     | Gioacchino Bettini |
|    | Italia (bandiera) | A     | Giorgio Giaretta   |
|    | Italia (bandiera) | A     | Antonio Maran      |
|    | Italia (bandiera) | A     | Luigi Munari       |
|    | Italia (bandiera) | A     | Walter Petron      |
|    | Italia (bandiera) | A     | Duilio Rallo       |
|    | Italia (bandiera) | A     | Renato Sanero      |
|    | Italia (bandiera) | A     | Germano Zanca      |
|    | Italia (bandiera) | A     | Giuseppe Zanotelli |

## Risultati

### Coppa Italia
| Padova 15 novembre 1936 Primo turno eliminatorio | Padova | 2 – 0 | Grion Pola |  |

| Padova 13 dicembre 1936 Secondo turno eliminatorio | Padova | 3 – 3 (d.t.s.) | Mantova |  |

| Mantova 13 dicembre 1936 Secondo turno eliminatorio - Ripetizione | Mantova | 0 – 0 (d.t.s.) | Padova |  |